# Кацига за борилачке спортове
Кациге за борилачке спортове се користе током борби или тренинга да би се такмичари заштитили од повреда главе. У неком борилачким спортовима кациге се носе искључиво током спаринг мечева, док је у другим њихово ношење обавезно и током такмичарских борби.

## Боксерска кацига
Кацига се користи у аматерском и олимпијском боксу, као и понекад на спаринг мечевима професионалних боксера. Направљена је од укрућене и обликоване спужве. Кацига је ефикасна у спречавању посјекотина, огреботина и подлива на лицу, али не може да спријечи повреде и потресе мозга. Такође, већина боксера при задавању удараца циља браду противника која није заштићена кацигом.
Постоји неколико основних типова боксерских кацига. Кациге са отвореним лицем се најчешће користе током борби у аматерском боксу. Кациге за тренинг обично штите и браду борца, а постоје и кациге које покривају скоро читаво лице такмичара, али смањују видно поље.

### Забрана ношења кацига
Међународна боксерска асоцијација (енгл. AIBA) је одлучила да забрани ношење кацига у борбама мушких аматерских боксера које она организује почевши од 1. јуна 2013. Оваква одлука је донесена након што је већина медицинских истраживања показала да ношење кациге не смањује, већ чак и повећава опасност од тешких повреда мозга које могу да изазову тешке посљедице по будућност боксера. Боксер охрабрен кацигом не брани толико своју главу и на тај начин ризикује тешке повреде. Сматра се и да престанак ношења кацига неће много повећати посјекотине и подливе по лицу такмичара јер су од 1980, када је уведена обавеза ношења кацига, боксерске рукавице промијењене тако да наносе мање повреде.

## Рвачки штитници
У спортовима као што су аматерско рвање и бразилски џијуџицу користе се штитници за уши који се вежу под брадом. Штитници се праве од мекане пластике која је прекривена меканим синтетичким материјалом који стоји на ушима. Њихова сврха је заштита ушију од спољашњих повреда, али и могућих унутрашњих крварења као и повреда центра за равнотежу. Ношење ових штитника је обавезно за млађе такмичаре и на неким сениорским такмичењима. Овакви штитници се ријетко користе на међународним такмичењима у рвању слободним и грчко-римским стилом.

## Кациге у другим борилачким спортовима
У спортовима као што су карате и теквондо користе се кациге које штите читаву главу борца од повреда које могу настати приликом ударца или пада на подлогу. Кациге се праве од обликоване спужве обложене тканином изнутра, а споља тврђим материјалом. Овакве кациге често имају сензоре који детектују ударце након чега судије треба да процјене да ли је ударац био по правилима и да га бодују.